# Taiyo Shimokawa
Taiyo Shimokawa (下川 太陽 Shimokawa Taiyo?), född 7 mars 2002 i Osaka prefektur, är en japansk fotbollsspelare.
Shimokawa började sin karriär 2019 i Cerezo Osaka. 2020 flyttade han till Kamatamare Sanuki.